# 芡河
芡河，位于安徽省北部，是淮河中游左岸支流，古称沙水，原为鸿沟分流之水，现上游早已淤塞或改道。芡河原发源于涡阳县西北标里镇肖庙村杉木桥梭沟南侧，由于河道年久失修，淤积严重，为减轻下游排水压力，1954年将上游411平方公里流域来水，分别由石雁沟、白膏沟、北凤沟、孙沟湾截引入涡河，20世纪70年代茨淮新河建成后芡河于怀远县姚山乡上桥村被切断截入茨淮新河。今芡河发源于利辛县东北部旧城镇以北，东南流至望疃镇芦沟集进入蒙城县，流经蒙城县南部地区，于怀远县西南万福镇的找母桥（枣木桥）流入怀远县，找母桥以下河段地洼河宽，形同湖泊，称芡河洼，芡河于怀远县东南上桥枢纽下注入茨淮新河。全长92.5公里，流域面积1328平方公里。芡河被茨淮新河截断后，仍残存3公里直接入淮河道，现已成为荆山湖行洪区区间引灌或排涝河道，芡河口今已建成荆山湖行洪区退水闸。芡河水质较好，鱼产丰富，怀远芡河螃蟹为知名特产。